# Estrada de Ferro Trombetas
| Estrada de Ferro Trombetas | Estrada de Ferro Trombetas |
| -------------------------- | -------------------------- |
| Streckenlänge:             | 35 km                      |
| Spurweite:                 | 1000 mm (Meterspur)        |
|                            |                            |

Die Estrada de Ferro Trombetas ist eine private brasilianische Eisenbahnlinie im Bundesstaat Pará. Sie hat eine Gesamtlänge von 35 km und eine Spurweite von 1 Meter.
Die Eisenbahnlinie wird ausschließlich für den Güterverkehr benutzt und transportiert keine Passagiere. Sie verbindet die Bauxit-Mine der Serra do Saracã mit dem Hafen Porto Trombetas in Oriximiná.
Die Strecke wird von der Empresa Mineração Rio do Norte S.A. betrieben, die zum Konzern Vale (ehemals: Companhia Vale do Rio Doce CVRD) gehört. 